# Tóth Mike Mihály
Tóth Mike Mihály (Őrdarma (Ung megye), 1838. szeptember 25. – Kalocsa, 1932. október 3.) Jézus-Társasági áldozópap és főgimnáziumi tanár.

## Élete
Középiskoláit Ungváron végezte; 1854. szeptember 30-án lépett a rendbe és két próbaévét Nagyszombatban töltötte. 1857–58-ban nyelvészeti és szónoklati, 1859–61-ben bölcseleti tanulmányokat végzett Pozsonyban és Kalksburgban (ma Bécs része), ahol egyúttal a magyar nyelvet is tanította. 1861. szeptemberben Kalocsán a természettan és természetrajz tanára lett, mely két szakban tanárságának több mint 30 évét töltötte. 1865-ben Innsbruckban végezte a teológiát és 1868-ban szentelték pappá. 1869-ben kalocsai tanár, 1872–76-ban szatmári hitszónok és nevelőintézeti hitoktató, 1879–80-ban a kalksburgi intézetben a magyar nyelv és irodalom tanára volt. Ezután a természettudományok tanára Kalocsán.
Kitartó irodalmi működéséért a Szent István Társulat tudományi és irodalmi osztálya 1887-ben az első tagok sorába vette föl; úgyszintén az Aquinói Szent Tamás Társaság is. XIII. Leó pápa 1888-ban a Pro Ecclesia et Pontifice arany érdemkereszttel tüntette ki.

## Írásai
Cikkei a következő hirlapokban és folyóiratokban jelentek meg: Szatmár (1875), Növénytani Lapok (1877), Deutscher Hausschatz (Regensburg, 1877), Magyar Állam (1877, 1883), Religio (1879-80, 1883), Alte und neue Welt (Einsiedeln, Svájcz, 1879-82), Kalocsai Néplap (1879-83, 1885. sat.), Irodalmi Szemle (1881, 1883), Magyar Korona (1881-84), Magyar Nyelvőr (1879), Jézus szent Szivének Hirnöke (1875-82), Pápai Lapok (1883), Összetartás (1883), Közoktatás (1884), Magyar Néplap (1892), Kath. Szemle (1892), a kalocsai főgymnasium Értesítője, a Vasárnapi Ujságban (1894. 30. sz. A kalocsai observatorium) sat. A Pallas Nagy Lexikonának is munkatársa volt.
Álneve: Eöri László egyik munkájában és néha hirlapokban is.

## Saját művei
- A nagy áldozat. Szatmár, 1875. két kiadás (3. kiadás, Kalocsán a «Hirnök»-ben, 4. kiadás Budapest, 1876, 5. kiadás Nagy-Kanizsa, 1879, 6. bővített kiadás Kalocsa, 1883, 7. bővített kiadás Nagyvárad, 1898. 8. bővített kiadás Kalocsa, 1899) → elektronikus elérhetőségː UNITAS[halott link]
- A keresztyén nőnem diadala. Irta Eöri László. Szatmár, 1875
- A fényképészet titkai, műkedvelők és szakférfiak számára. Szatmár, 1875 (hasonmásban: 2008)
- A zárda. Felvilágosítások és buzdítások a zárdaélet érdekében. Budapest, 1877 (2. kiadás. Kalocsa, 1883, 3. k. Uo. 1899) → elektronikus elérhetőségː UNITAS [halott link]
- A magyar sikság jövője. Kalocsa, 1878
- Mária-havi virány. Olvasmányok a katholikus hívek számára. Budapest, 1878
- Fő-veszedelmünk. Budapest, 1879 (2. és 3. k. Kalocsa, 1883, 4. k. Budapest, 1894, 6. k. Kalocsa, 1902) → elektronikus elérhetőségː UNITAS Archiválva 2021. április 18-i dátummal a Wayback Machine-ben
- Kenyér-inség idején. Kalocsa, 1880 (különny. a Kalocsai Naplóból)
- A mikroskop (Őstörténete). Kalocsa, 1881
- Magyarország ásványai. Különös tekintettel termőhelyeik megállapítására. Budapest, 1882 (hasonmásban: 2000)
- A legnemesebb szív. 2. kiadás. Budapest, 1882 (Először a «Hirnök»-ben az előző években) → elektronikus elérhetőségː UNITAS Archiválva 2021. március 15-i dátummal a Wayback Machine-ben
- Jubileumi bucsu 1886-ban. Kalocsa, 1886
- Vasárnap. Kalocsa, 1889 (2. kiadás. Kalocsa, 1900) → elektronikus elérhetőségː UNITAS Archiválva 2021. január 29-i dátummal a Wayback Machine-ben
- Lélekmentő (A sz. gyónásról). Szatmár, 1895 → elektronikus elérhetőségː UNITAS Archiválva 2020. december 24-i dátummal a Wayback Machine-ben
- Lelki kalauz az élet keskeny ösvényén. Szatmár, 1896
- Hajdan és most. Jézus szent szivének tisztelete Magyarországon. 203 képpel. Budapest, 1898 → https://www.unitas.hu/sites/default/files/toth_mike_-_hajdan_es_most.pdf Archiválva 2021. január 17-i dátummal a Wayback Machine-ben elektronikus elérhetőségː UNITAS]
- Középeurópai műépítmények, egy körutazás alkalmával megfigyelve. 173 illusztrációval. Budapest, 1898
- Erény-gyöngyök a nők életéből. 25 eredeti díszítéssel. Kalocsa, 1901
- A szeretet lángjai. Vagyis: Egyletek és ájtatosságok Jézus szent szíve tiszteletére. 34 eredeti díszítéssel. Kalocsa, 1901 → elektronikus elérhetőségː UNITAS Archiválva 2021. március 5-i dátummal a Wayback Machine-ben
- Az ásványok s az élet. Kalocsa, 1903
- Szent kilenczed. Novena. Kalocsa, 1903 (2. kiadás. Uo. 1906)
- A szent mise szolgálata. Kalocsa, 1903
- Életpálya választása. Kalocsa, 1903 → elektronikus elérhetőségː UNITAS[halott link]
- Japán hős családok. Kalocsa, 1904 → elektronikus elérhetőségː UNITAS Archiválva 2021. február 19-i dátummal a Wayback Machine-ben
- Szerzetes-rendek és társulatok Magyarországon. Kalocsa, 1904 → elektronikus elérhetőségː UNITAS Archiválva 2021. március 22-i dátummal a Wayback Machine-ben
- Az erényesség zátonyai. Kalocsa, 1905 → elektronikus elérhetőségː UNITAS Archiválva 2020. december 21-i dátummal a Wayback Machine-ben
- A kalocsai főgymnasium ásványtára. Kalocsa, 1908. Négy fényyomású képpel → elektronikus elérhetőségː UNITAS Archiválva 2021. február 12-i dátummal a Wayback Machine-ben
- Spanyolország, különös tekintettel műépítményeire. 175 képpel. Kalocsa, 1910
- A kalocsai kollégium ötven éve. Kalocsa, 1910 → elektronikus elérhetőségː UNITAS Archiválva 2021. január 29-i dátummal a Wayback Machine-ben
- Szentkilenced Jézus szíve tiszteletére; Jézus Szíve Hírnöke, Kalocsa, 1921
- Az angyalok. Korda, Budapest, 1925
- Azok a papok Esztergom, 1926 → elektronikus elérhetőségː UNITAS Archiválva 2020. december 11-i dátummal a Wayback Machine-ben
- Májusi virágoskert. Lelkiolvasmány a katholikus hívek számára. A „Szív” kiadása, Budapest, 1928

## Műfordításai, folyóiratcikkei
- A keresztyén erényeknek és tökéletességnek gyakorlása. Irta Rodriguez Alfonz, magyarra fordította Tóth Mike. Harmadik rész. Kalocsa, 1877
- Virágcsokor a katholikus gyermekkertből Hattler F. nyomán. Kalocsa, 1883 (2. kiadás, 1885, 3. k. Budapest, 1896, 4. k. Budapest 1905)
- Uj és gyakorlati elmélkedések, a mi Urunk Jézus Krisztus életéről, az év minden napjára. Írta Vercruysse Bruno, magyarul kiadja Tóth Mike Kalocsa, 1890. 1892, két kötet (2. kiadás. Kalocsa, 1900)
- Utmutatás az elmélkedésekhez. Roothaan nyomán. Kalocsa, 1890 (2. kiadás 1899, 3. k. 1903, 4. k. 1907) → elektronikus elérhetőségː UNITAS[halott link]
- Idegen tájakon. Uj irányú elbeszélések az ifjúság számára. Gyűjtötte Spillmann József; többek közreműködésével magyarul kiadja Tóth Mike. Szatmár, 1897 (ism. Kath. Szemle)
- A keresztény tökéletesség gyakorlása. Rodriguez Alfonz nyomán minden rendű és nemű keresztény hívek lelki olvasmányául szabadon átdolgozta Tóth Mike. Kalocsa, 1905, három kötet

Szerkesztette a Mária-Kert című havi folyóiratot a boldogságos Szűz tiszteletének ápolására 1885. II. felétől Kalocsán és a Jézus szent szivének Hirnökét 1884-től.